# Dagbrott

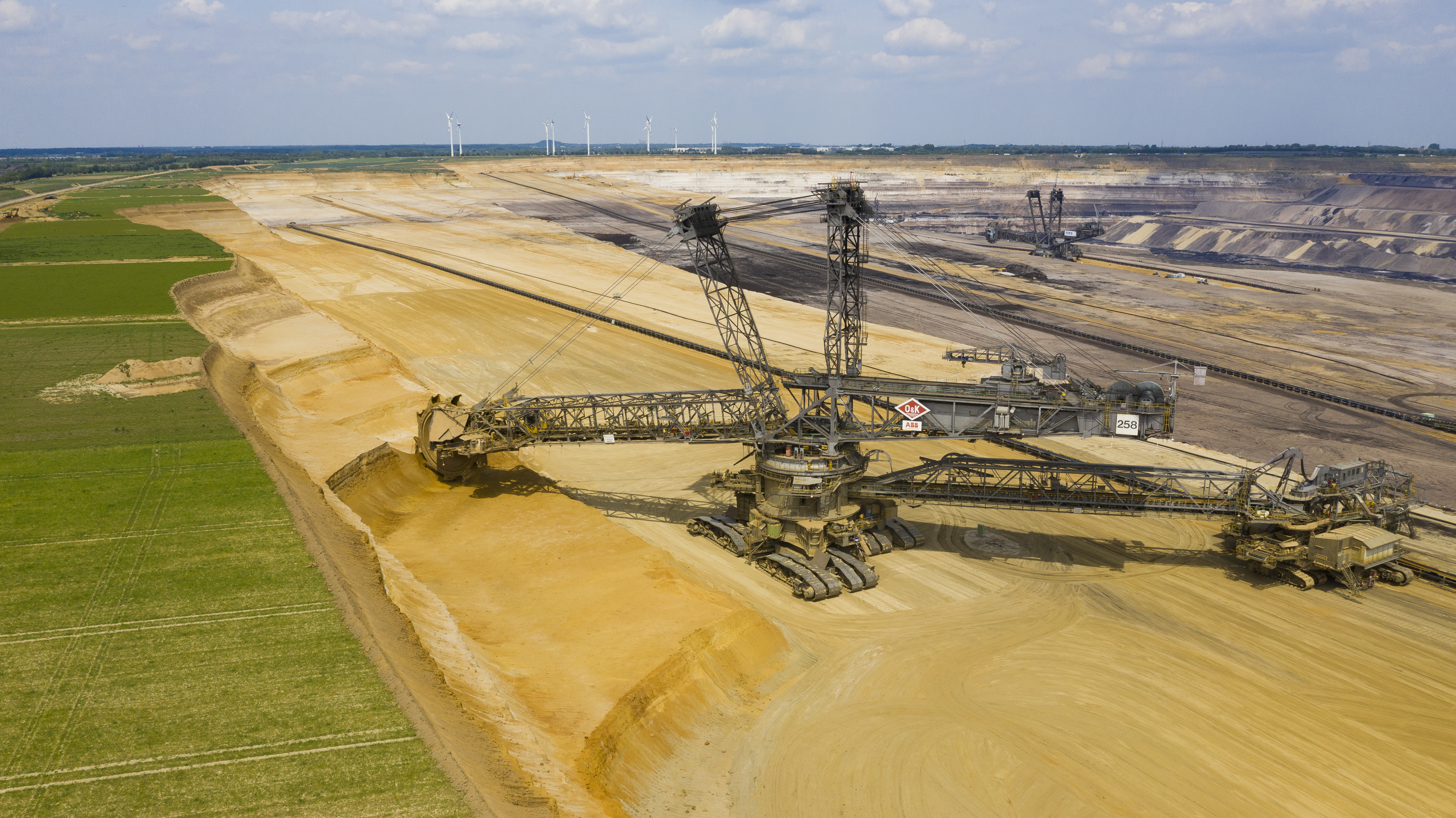
Dagbrott i Garzweiler i Tyskland.

I ett dagbrott bryts malm, industrimineral, torv, brunkol eller byggnadssten direkt vid jordytan istället för att tunnlar  grävs under jord. Genom att man i dagbrott undviker besvärliga transporter och dåliga arbetsförhållanden är det mycket ekonomiskt jämfört med att bryta i orter.
Viktiga dagbrott finns i alla jordens kontinenter förutom Antarktis. 
Den vanligaste brytningsmetoden i dagbrott är pallbrytning. Det är denna metod som ger dagbrott en trappstegsutseende. Det finns olika tekniker för att spränga loss pallar från dagbrott.
Dagbrott som drivs under grundvattenytan får inflöde av vatten som kan vara fokuserad, diffus eller bägge. Hanteringen av denna vatten beror mycket på dess mängd vilket i sin tur beror mycket på kringliggande bergets konduktivitet.  System av utpumpningsbrunnar kan anläggas kring en dagbrott för att minska grundvattnet som når väggarna eller golvet.
Vid stora dagbrott kan vågrätta spänningar i berget leda till att så kallade "pop-up" strukturer bildas i botten av gruvan eller stenbrottet. Även liggväggen i dagbrott, om en sådan finns, kan bli utsatt för stora spänningar i takt med att dagbrottet växer med utfall som följd.

## Stora dagbrott

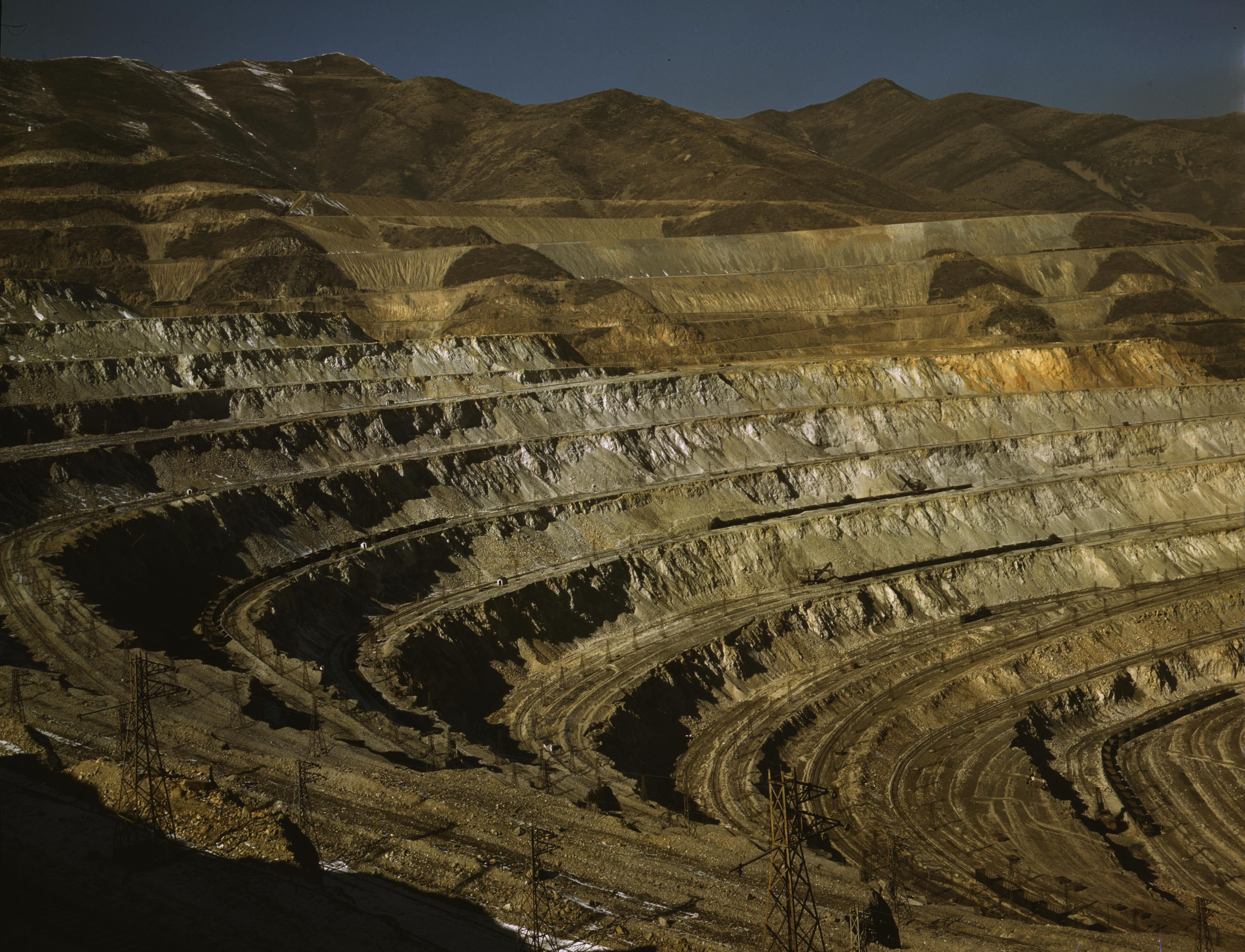
Bingham Mine, nära Salt Lake City, Utah.

- Tagebau Hambach är det största i drift varande dagbrottet som RWE Power AG (före detta Rheinbraun AG) äger. Dagbrottet ligger cirka 20 km väster om Köln i Tyskland.
- Tagebau Garzweiler är ett stort dagbrott norr om Tagebau Hambach.
- Mirnyj, Ryssland, har ett djup av 525 m och en bredd av 1 200 meter.
- Aitik koppargruva ligger sydost om Gällivare i Norrbotten.

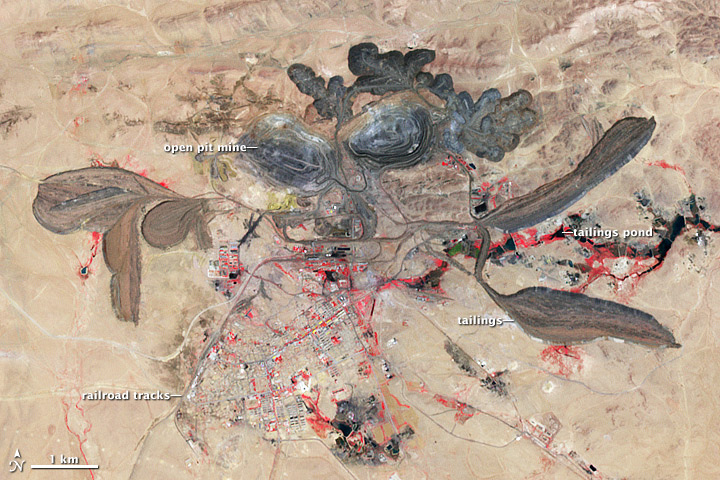
Satellitbild av dagbrottet i Bayan Obo i Inre Mongoliet tagen med falska färger, NASA 2006.

- Bayan Obo i Inre Mongoliet i Kina, där en stor del av världsproduktionen av sällsynta jordartsmetaller sker.
- Världens djupaste dagbrott, Bingham Canyon Mine, ligger nära Salt Lake City. Det har en längd av 4,5 kilometer och är 1,2 kilometer djup.[5]

## Planerade dagbrott
Tasman Metal Ltd planerade fram till 2016 ett dagbrott vid Norra Kärr strax norr om Gränna i Jönköpings kommun. Sedan gammalt känner man till att där finns en förekomst av sällsynta jordartsmetaller. De behövs för att tillverka till exempel elbilar, solceller, mobiltelefoner, datorer och lysrör. Protesterna är stora främst med tanke på riskerna för nedsmutsning av den närliggande sjön Vättern, som är en betydande vattentäkt.